# Too Much (The Kid Laroi, Jung Kook e Central Cee)
Too Much è un singolo del cantautore australiano The Kid Laroi, del cantante sudcoreano Jung Kook e del rapper britannico Central Cee, pubblicato il 20 ottobre 2023 come quarto estratto dal primo album in studio di The Kid Laroi The First Time.

## Video musicale
Il video musicale, diretto da Ramez Silyan, è stato pubblicato in contemporanea all'uscita del singolo il 20 ottobre 2023.

## Tracce
1. Too Much – 3:23 (Charlton Howard, Oakley Caesar-Su, Emile Haynie, Omer Fedi, Blake Slatkin, Jasper Harris, Justin Bieber, Billy Walsh, Charlie Flatten)

## Successo commerciale
Too Much ha debuttato alla 10ª posizione della Official Singles Chart britannica, segnando la terza top ten di The Kid Laroi e Jung Kook e la settima di Central Cee. In tal modo, Jung Kook è diventato il primo solista K-pop ad accumulare tre ingressi tra le prime dieci posizioni della classifica, superando Psy.

## Classifiche
| Classifica (2023) | Posizione massima |
| ----------------- | ----------------- |
| Australia         | 10                |
| Belgio (Vallonia) | 45                |
| Canada            | 31                |
| Corea del Sud     | 94                |
| Francia           | 126               |
| Germania          | 80                |
| Grecia            | 28                |
| Hong Kong         | 18                |
| India             | 5                 |
| Irlanda           | 19                |
| Lituania          | 19                |
| Malaysia          | 13                |
| Norvegia          | 37                |
| Nuova Zelanda     | 37                |
| Portogallo        | 85                |
| Regno Unito       | 10                |
| Singapore         | 7                 |
| Stati Uniti       | 44                |
| Svezia            | 60                |
| Svizzera          | 53                |
| Vietnam           | 14                |